# Cyphon honorus
Cyphon honorus es una especie de coleóptero de la familia Scirtidae.

## Distribución geográfica
Habita en Nepal.